# Dearcmhara
Dearcmhara es un género extinto de ictiosaurio que vivió entre inicios a mediados del período Jurásico, hace unos 170 millones de años, siendo conocido a partir de restos fósiles hallados en la isla de Skye en Escocia, Reino Unido. La especie tipo y única conocida es Dearcmhara shawcrossi.

## Descripción
Dearcmhara era un ictiosaurio neoictiosaurio, y medía cerca de 4 metros de longitud. Vivió en un mar cálido y poco profundo que cubría lo que ahora es el noroeste de Escocia. La mayor parte de la isla de Skye estaba por debajo del agua en esa época y se unía con el resto del Reino Unido como parte de una isla grande situada entre las masas continentales de Europa y América del Norte. La especie tipo Dearcmhara shawcrossi fue descubierta en un estado sumamente incompleto, con solo cuatro huesos de lo que fue el esqueleto del animal; aun así, esto ha sido suficiente para permitirle a los investigadores identificar rasgos únicos no conocidos en otros ictiosaurios. Los huesos provienen de la espalda, la cola y una aleta, y el hueso superior de la aleta provee evidencia que sugiere que la criatura es una nueva especie. Posee una gran proyección triangular y una profunda incisión en donde probablemente se sujetaban los músculos y ligamentos.

## Historia
Los restos de Dearcmhara fueron descubiertos en la Bahía de Bearreraig en la península de Trotternish de Skye en 1959 por el cazador de fósiles Brian Shawcross, a quien le fue dedicado en nombre de la especie, D. shawcrossi, y que además donó los fósiles al Museo Hunterian en Glasgow. El nombre del género, Dearcmhara proviene del término en gaélico escocés para "lagarto marino" y constituye una de las pocas ocasiones en que se le ha dado a un fósil un nombre en gaélico. Su pronunciación es "jark vara" (IPA: d͡ʒɐrk vɐrɐ). Aunque el fósil fue recolectado hace varias décadas, no fue identificado sino hasta que un proyecto de investigación conllevó a la colaboración de expertos de la Universidad de Edimburgo, los Museos Nacionales de Escocia, el Museo Hunterian, Scottish Natural Heritage y el Museo Staffin de Skye para estudiar los fragmentos fósiles hallados en la isla durante un período de 50 años. Es el primer género de ictiosaurio escocés que se ha descubierto y representa un tipo de hallazgo extremadamente raro. El descubrimiento fue anunciado el 11 de enero de 2015 es un estudio publicado en la revista Scottish Journal of Geology y los fósiles serán expuestos en una exhibición para visitantes en el centro Our Dynamic Earth de Edimburgo.
En una nota del sitio de Internet The Conversation, el autor principal de la descripción científica, Stephen Brusatte comentó que aunque era inevitable que la prensa comparara el hallazgo con el mítico monstruo del lago Ness, Dearcmhara era "mucho más interesante". Él remarcó el rol crucial que jugó Brian Shawcross al donar el fósil en lugar de guardarlo o venderlo, un destino que le ha ocurrido a muchos otros fósiles del Jurásico escocés, e instó a los coleccionistas aficionados a seguir el ejemplo de Shawcross de donar sus hallazgos a la ciencia.